# Шитик, Геннадий Васильевич
Генна́дий Васильевич Ши́тик (латыш. Genādijs Šitiks; 18 июня 1958, Рига — 20 августа 2009, Рига) — советский и латвийский футболист, полузащитник, позднее главный тренер молодёжной сборной Латвии по футболу, мастер спорта СССР.
После окончания карьеры футболиста основал футбольный клуб «Вецрига», с которым в 1995 году занял первое место во второй лиге Латвии, а через год выиграл и первую лигу, но в межсезонье клуб обанкротился.
7 декабря 1999 года основал футбольную школу.
В декабре 2005 года встал во главе молодёжной сборной Латвии, которой руководил до самой смерти.
Умер 20 августа 2009 года, на 52-м году жизни. Преемником на посту молодёжной сборной стал Михаил Землинский, выводивший команду на матч 5 сентября против России.